# Liste der Baudenkmale in Oldenburg (Oldb) – Brommystraße
In der Liste der Baudenkmale in Oldenburg (Oldb) – Brommystraße stehen alle Baudenkmale der Brommystraße in Oldenburg (Oldb).  Die Quelle der IDs und der Beschreibungen ist der Denkmalatlas Niedersachsen.
Der Stand der Liste ist das Jahr 2022.

## Allgemein
In den Spalten befinden sich folgende Informationen:
- Lage: die Adresse des Baudenkmales und die geographischen Koordinaten. Kartenansicht, um Koordinaten zu setzen. In der Kartenansicht sind Baudenkmale ohne Koordinaten mit einem roten Marker dargestellt und können in der Karte gesetzt werden. Baudenkmale ohne Bild sind mit einem blauen Marker gekennzeichnet, Baudenkmale mit Bild mit einem grünen Marker.
- Bezeichnung: Bezeichnung des Baudenkmales
- Beschreibung: die Beschreibung des Baudenkmales. Unter § 3 Abs. 2 NDSchG werden Einzeldenkmale und unter § 3 Abs. 3 NDSchG Gruppen baulicher Anlagen und deren Bestandteile ausgewiesen.
- ID: die Objekt-ID des Baudenkmales
- Bild: ein Bild des Baudenkmales, ggf. zusätzlich mit einem Link zu weiteren Fotos des Baudenkmals im Medienarchiv Wikimedia Commons. Wenn man auf das Kamerasymbol klickt, können Fotos zu Baudenkmalen aus dieser Liste hochgeladen werden:

Zurück zur Hauptliste
Die Straße ist benannt nach Konteradmiral Karl Rudolf Brommy

| Lage                                      | Bezeichnung | Beschreibung | ID       | Bild |
| ----------------------------------------- | ----------- | --- | -------- | ---- |
| Brommystraße 1 53° 9′ 19″ N, 8° 13′ 9″ O  | Wohnhaus    | Zweigeschossiger Putzbau von vier Achsen über Kellersockel unter Walmdach. In der zweiten Achse von links polygonaler zweigeschossiger Standerker, darüber Zwerchhaus. Eingang links. Auf der linken Seite kleiner zurückliegender Vorbau. Unter den Obergeschossfenstern Brüstungsfelder mit Putzritzungen. Vorgarten. Erbaut 1910–1911, Architekt H. Osterthun.                                                                   | 37457925 |      |
| Brommystraße 3 53° 9′ 19″ N, 8° 13′ 8″ O  | Wohnhaus    | Zweigeschossiger Putzbau von drei Achsen über Kellersockel unter Mansardwalmdach. Fassade gestuft: rechte Achse zurückgesetzt, linke Achse Risalit mit zweigeschossigem polygonalen Standerker und Giebel. Eingang rechts. Sparsame Putzgliederung: geschossteilende Gesimse, Fensterrahmungen. Vorgarten und eiserne Einfriedung. Erbaut 1908–1909, Architekt H. Osterthun.                                                        | 37457947 |      |
| Brommystraße 4 53° 9′ 20″ N, 8° 13′ 8″ O  | Wohnhaus    | Eingeschossiger Putzbau von drei unregelmäßig breiten Achsen unter Walmdach. Mittlere Achse schmaler und gegenüber linker vorgezogen, unter Schleppdach. Rechts breiter eineinhalbgeschossiger Risalit mit polygonalem eingeschossigen Standerker, Drempel und Giebel. Eingang auf der linken Seite. Gliederung mit zwei horizontalen Backsteinbändern. Rechts jüngerer Garagenanbau. Vorgarten. Erbaut 1908, Architekt F. Hegeler. | 37458148 |      |
| Brommystraße 5 53° 9′ 19″ N, 8° 13′ 7″ O  | Wohnhaus    | Zweigeschossiger Putzbau von drei Achsen über Kellersockel unter Walmdach. Rechte Achse breiter. Mittig zweigeschossiger polygonaler Standerker und Zwerchdach. Eingang links. Sparsame Putzgliederung: schmale horizontale Bänder, Fensterrahmungen. Vorgarten. Erbaut 1909–1910, Architekt H. Osterthun. | 37457969 |      |
| Brommystraße 6 53° 9′ 20″ N, 8° 13′ 7″ O  | Wohnhaus    | Eineinhalbgeschossiger Putzbau von drei Achsen unter Walmdach. Linker Teil mit Mezzaningeschoss. Rechts breiter zweigeschossiger Risalit mit eingeschossigem polygonalem Standerker unter Balkon und Giebel. Sparsame Putzgliederung: horizontales Band, Fensterrahmungen. Vorgarten. Erbaut 1908–1909, Architekt F. Hegeler. | 37458170 |      |
| Brommystraße 7 53° 9′ 19″ N, 8° 13′ 7″ O  | Wohnhaus    | Eingeschossiger giebelständiger Putzbau von zwei Achsen unter Mansarddach. Eingang links von der Mitte, daneben kleines Fenster. Vorgarten. Erbaut 1910. | 37457991 |      |
| Brommystraße 8 53° 9′ 21″ N, 8° 13′ 6″ O  | Wohnhaus    | Zweigeschossiger Putzbau von vier Achsen über Kellersockel unter Mansardwalmdach. In der zweiten und dritten Achse von links zweigeschossiger Standerker auf segmentbogenförmigem Grundriss unter (später vereinfachtem) Giebel im dritten Geschoss. Eingang links. Sparsame Putzgliederung: horizontale Bänder, Fensterrahmungen. Vorgarten. Erbaut 1908–1909, Architekt H. Osterthun.                                             | 37458192 |      |
| Brommystraße 9 53° 9′ 20″ N, 8° 13′ 6″ O  | Wohnhaus    | Zweigeschossiger Putzbau von vier Achsen unter Walmdach. Auf der rechten Seite zurückgesetzter Vorbau mit Eingang, darüber Jahreszahl „1909“. Mittig geschweifter Zwerchgiebel. Sparsame Putzgliederung: horizontales Band, Fensterrahmungen. Vorgarten und eiserne Einfriedung. Erbaut 1909, Architekten G. Schröder und H. Osterthun.                                                                                             | 37458013 | BW   |
| Brommystraße 10 53° 9′ 21″ N, 8° 13′ 5″ O | Wohnhaus    | Eingeschossiger giebelständiger Putzbau von drei Achsen unter Mansarddach mit Schopfwalm. Rechte Achse breiter, dort eingeschossiger Standerker auf segmentbogenförmigem Grundriss. Eingang auf der rechten Seite. Vorgarten. Erbaut 1913, Architekt H. Osterthun. | 37458214 |      |
| Brommystraße 11 53° 9′ 20″ N, 8° 13′ 5″ O | Wohnhaus    | Eingeschossiger Putzbau von vier Achsen unter Mansardwalmdach. Rechts eingeschossiger Standerker auf segmentbogenförmigem Grundriss und Zwerchgiebel. Links daneben Schleppgaupe. Auf der linken Seite Eingang, darüber Zwerchgiebel. Sparsame Putzgliederung: Fensterrahmungen. Eiserne Einfriedung mit verputzten massiven Pfosten. Erbaut 1913 von Maurermeister Behrmann.                                                       | 37458035 | BW   |
| Brommystraße 12 53° 9′ 21″ N, 8° 13′ 5″ O | Wohnhaus    | Zweigeschossiger Putzbau von drei Achsen über Kellersockel unter Walmdach. Mittig Auslucht unter Balkon. auf der linken Seite eingeschossiger Anbau. Schleppgaupe. Sockel und Auslucht backsteinsichtig. Vorgarten. Erbaut wohl in den 1920er Jahren. | 37458236 |      |
| Brommystraße 13 53° 9′ 20″ N, 8° 13′ 4″ O | Wohnhaus    | Giebelständiger zweigeschossiger Putzbau von vier Achsen über Kellersockel unter Schopfwalmdach. Rechte Achse breiter. Links zweiachsiger Risalit mit Zwerchgiebel. Auf der linken Seite zurückgesetzter Vorbau mit Eingang. Sparsame Putzgliederung: Brüstungsfelder unter den Obergeschossfenstern des Risalits. Erbaut 1913–1914 von Maurermeister Friedrich Johann Behrmann.                                                    | 37458057 |      |
| Brommystraße 14 53° 9′ 21″ N, 8° 13′ 3″ O | Wohnhaus    | Haus am Knick der Brommystraße. Zweigeschossiger Putzbau von drei Achsen über Kellersockel unter Mansardwalmdach (links und hinten mit Schopfwalm). Rechte Achse breiter. Mittig dreigeschossiger Risalit mit Giebel. Links Eingang. Rechte Seite mit drei Achsen, links eingebaute Balkone, mittig Zwerchgiebel. Vorgarten. Erbaut 1911, Architekten Gebrüder Meyer.                                                               | 37458258 | BW   |
| Brommystraße 15 53° 9′ 21″ N, 8° 13′ 2″ O | Wohnhaus    | Giebelständiger eingeschossiger Putzbau von zwei Achsen unter Mansarddach mit Schopfwalm. Links Auslucht. Dekorative Fensterläden. Vorgarten und Lattenzaun mit Backsteinpfeilern. Erbaut wohl um 1913. | 37458104 |      |
| Brommystraße 17 53° 9′ 21″ N, 8° 13′ 1″ O | Wohnhaus    | Eineinhalbgeschossiger giebelständiger Putzbau von vier Achsen mit Drempel unter Satteldach (Typus „Oldenburger Hundehütte“). Eingang auf der rechten Seite. Putzgliederung: geschossteilende Gesimse, horizontales Band, Fensterrahmungen. Vorgarten. Erbaut 1908. | 37458126 |      |